# Ute Hedicke
Ute Hedicke (* 5. Juli 1952) ist eine ehemalige deutsche Leichtathletin, die in den 1970er Jahren zu den besten deutschen Weitspringerinnen gehörte und auch in weiteren Disziplinen erfolgreich war. Im Weitsprung gewann sie 1976 die deutsche Hallenmeisterschaft, bei den Halleneuropameisterschaften 1975 und 1976 erreichte sie jeweils das Finale und 1975 mit Platz 5 ihr bestes internationales Resultat.

## Karriere
Bereits ganz kurz nach ihrem zwanzigsten Geburtstag erreichte sie als Schlussläuferin mit der 4-mal-100-Meter-Staffel ihres Vereins DJK Andernach Platz 5 der deutschen Meisterschaften 1972. In der folgenden Hallensaison 1973 gewann sie zwanzigjährig mit Bronze im Weitsprung ihre erste deutsche Einzelmedaille, die sie im Winter 1974 in München erstmals versilbern konnte.
Im Sommer 1974 in Hannover verpasste sie eine Freiluftmedaille mit 6,25 Metern auf Platz 4 nur knapp und erreichte außerdem Platz 8 im Fünfkampf, der damaligen Leichtathletik-Mehrkampfdisziplin für Frauen. In der nächsten Hallensaison 1975 gelang ihr in München wieder Silber und bei den Halleneuropameisterschaften in Kattowitz mit erneut 6,25 Metern auf Platz 5 der größte internationale Erfolg.
Im Sommer 1975 in Gelsenkirchen verpasste sie die Freiluftmedaille mit nun 6,30 Metern bei Weitengleichheit der Plätze drei bis fünf und erneut auf Platz 4 noch knapper als im Vorjahr. Nachdem sie im Winter zum USC Mainz gewechselt war, gelang ihr 1976 in Dortmund mit 6,28 Metern die deutschen Hallenmeisterschaft 1976 und damit der größte nationale Erfolg sowie mit 6,18 Metern auf Platz 8 der Halleneuropameisterschaft in München erneut der Sprung ins kontinentale Finale.
Auch bei den Freiluftmeisterschaften 1976 in Frankfurt erreichte sie das Weitsprungfinale, mit Platz 7 und 5,99 Metern nur etwas klarer vom Podest entfernt als in den beiden Vorjahren. Und mit der 4-mal-100-Meter-Staffel des neuen Vereins reichte es zum nun dritten Mal unter freiem Himmel nur für die sogenannte „Holzmedaille“ auf dem undankbaren Platz 4.
In der Freiluftsaison 1977 in Hamburg sprang sie mit nun 6,14 Metern zum vierten Mal in das Finale der deutschen Meisterschaft, aber nur auf Platz 8. Bei der Generalprobe zuvor am 5. Juli 1977 in Troisdorf hatte sie sich zu ihrem 25. Geburtstag die persönliche Bestleistung von 6,41 Metern beschert, mit der sie 2018 noch Platz 142 der ewigen deutschen Bestenliste belegte. Mit schon am 8. Mai 1975 in Bonn erstmals erzielten 6,30 Metern war ihr zuvor schon ein Vereinsrekord für die DJK Andernach gelungen, den erst Lilli Schwarzkopf 2012 knapp überbot und der 2020 weiter auf Platz 3 der ewigen Bestenliste im Leichtathletik-Verband Rheinland lag, dem die DJK angehört.
Hedicke war auch eine hervorragende 100-Meter-Hürdenläuferin. Ihre Bestleistung erzielte sie 1978 mit 13,7 Sekunden in Stuttgart, womit sie in der ewigen deutschen Bestenliste für handgestoppte Zeiten 1986 Platz 57 belegte. In ihrer aktiven Zeit war sie 1,65 m groß und wog 56 kg.

## Erfolge
- 1973: Hallen-DM: Platz 3 im Weitsprung.[8]
- 1974: Hallen-DM: Platz 2 im Weitsprung.[8]
- 1975: Hallen-DM: Platz 2 im Weitsprung;[8] Halleneuropameisterschaften: Platz 5 im Weitsprung (6,25 m).[1][9]
- 1976: Hallen-DM: Platz 1 im Weitsprung;[8] Halleneuropameisterschaften: Platz 8 im Weitsprung (6,18 m).[1][9]